# You Can't Hurry Love
"You Can't Hurry Love" er en sang, der oprindeligt blev udgivet i 1966 af The Supremes for pladeselskabet Motown.
Sangen, der er skrevet og produceret af sangskriver- og producergruppen Holland-Dozier-Holland, blev nr. 1 på den amerikanske Billboard pop singles hitliste og nr. 5 på den engelske single hitliste, da sangen blev udsendt i sensommeren 1966. Seksten år senere blev sangen genindspillet af Phil Collins, hvor sangen atter blev et hit og nåede nr. 1 på den engelske singlehitliste, hvor sangen lå placeret i to uger i januar 1993.

## Historie

### Oversigt
Sangen "You Can't Hurry Love", der som omkvæd peger tilbage til mindet om moderens gode råd ("My mama said 'you can't hurry love/No you just have to wait'") om at være tålmodig og vente på at finde den eneste ene, er et eksempel på den stærke indflydelse som gospel-musikken har udøvet på R&B and soul. "You Can't Hurry Love" illustrerer også udviklingen i The Supremes' musikalske udtryk, der gik fra den tidlige "teen"-pop og henimod mere modne temaer og gennemarbejdede musikalske arrangementer. Sagen og "You Keep Me Hangin' On" blev indspillet og færdigproduceret samtidig, men da det skulle afgøres, hvilken af de to sange, som skulle udgives først på single, valgte Motown "You Can't Hurry Love", der med sit up-tempo og lette omkvæd ansås mere hit-egnet end den noget langsommere og mørke "You Keep Me Hanging On".
"You Can't Hurry Love", der blev skrevet og produceret af Motowns væsentligste produktionsteam, Holland-Dozier-Holland, var den anden single fra the Supremes' album The Supremes A' Go-Go. Sangen er en af Supremes signatursange, og anses ligeledes som en af Motowns centrale udgiveler i 1960'erne. Singlen blev The Supremes' syvende nr. 1 hit, da den lå placeret som nr. 1 på Billboard Hot 100 i to uger fra den 4. til den 17. september 1966, og nåede to uger senere op som nr. 1 på soulhitlisten. The Supremes optrådte med "You Can't Hurry Love" på det dengang meget populære tv-show The Ed Sullivan Show den 25. september 1966. Sangen blev nr. 3 på den britiske singlehitliste.
The Supremes' version af sangen er inkluderet på Rock and Roll Hall of Fames permanente liste over 500 sange der definerede Rock and Roll.

### Medvirkende
- Lead vocals afDiana Ross
- Krediteret for kor er Mary Wilson og Florence Ballard (Ballard medvirkede dog næppe på indspilningen, og koret og baggrundsvokal er formentlig indspillet med Mary Wilson og The Andantes/Marlene Barrow)[5]
- Musikere: The Funk Brothers

### Hitliste placeringer
| Chart (1966)                     | Peak position |
| -------------------------------- | ------------- |
| U.S. Billboard Hot 100 Chart     | 1             |
| U.S. Billboard R&B Singles Chart | 1             |
| UK Singles Chart                 | 3             |

## Phil Collins' version
Den mest berømte genindspilning af sangen blev udgivet i 1982 som en single med Phil Collins fra dennes andet soloalbum Hello, I Must Be Going!. Collins' version nåede nr. 1 på den britiske singlehitliste (og overgik derved The Supremes' udgave, der "kun" blev nr. 3) og blev derved hans først nr. 1 hit i Storbritannien. Sangen blev nr. 10 i USA i Collins' version. Collins havde tidligere alene indspillet to covers (Genesis' "Behind the Lines" og The Beatles' "Tomorrow Never Knows" på Face Value), men "You Can't Hurry Love" var det første cover, der blev udsendt på single. Ved den anden gentagelse af omkvædet har Collins ændret "How Much More Can I Take" til "How Much More Must I Take."

### Medvirkende
- Phil Collins – trommer, vokal, tambourin
- Daryl Stuermer – guitars
- John Giblin – bas
- Peter Robinson – piano, klokkespil, vibrafon
- Strygere arrangeret af Martyn Ford

### Hitlisteplaceringer
| Chart (1982/1983)                             | Peak position |
| --------------------------------------------- | ------------- |
| Hollandsk singlehitliste                      | 1             |
| Tysk singlehitliste                           | 3             |
| UK Singles Chart                              | 1             |
| U.S. Billboard Hot 100                        | 10            |
| U.S. Billboard, Hot Adult Contemporary Tracks | 9             |
| U.S. Billboard, Hot Mainstream Rock Tracks    | 24            |

## Andre coverversioner
Andre væsentlige coverversioner omfatter versioner med Stray Cats, der udgav sangen på B-siden af singlen "Rock This Town" og The Dixie Chicks' bidrag til soundtracket til filmen Runaway Bride). Sangen er tillige indspillet i 1967 i en italiensk version, og i 1972 i en fransk version af Claude François under titlen "Une Fille et des Fleurs" ("En pige og blomster").
Sangens musikalske tema er blevet samplet og anvendt af Iggy Pop på "Lust for Life", Hall & Oates' "Maneater", The Strokes' "Last Nite", The Jam's "Town Called Malice", Jet's "Are You Gonna Be My Girl", S Club's "Reach" og Hanson's "Lost Without Each Other".